# Мирошніченко Діана Андріївна
Діана Андріївна Мирошніченко (нар. 24 липня 2006) — українська легкоатлетка, яка спеціалізується на стрибках у довжину та бігу на короткі дистанції.
На внутрішніх змаганнях представляє Одеську область.
Тренується під керівництвом батька — Андрія Мирошніченка — у Одеській обласній спеціалізованій дитячо-юнацькій спортивній школі олімпійського резерву.

## Спортивні досягнення
Фіналістка (9-е місце) Універсіади зі стрибків у довжину (2025).
Бронзова призерка чемпіонату Балканських легкоатлетичних асоціацій з естафетного бігу 4×100 метрів (2024).
Бронзова призерка чемпіонату Балканських легкоатлетичних асоціацій в приміщенні зі стрибків у довжину (2025).
Чемпіонка України з естафетного бігу 4×100 метрів (2024).
Чемпіонка України в приміщенні зі стрибків у довжину (2025).

### Молодь (до 23 років)
Срібна (2024) та бронзова (2025) призерка чемпіонатів України серед молоді зі стрибків у довжину.

### Юніори (до 20 років)
Фіналістка чемпіонату світу серед юніорів (2024) зі стрибків у довжину (4-е місце) та з естафетного бігу 4×100 метрів (6-е місце).
Бронзова призерка чемпіонату Європи серед юніорів зі стрибків у довжину (2025).
Чемпіонка України серед юніорів зі стрибків у довжину (2024, 2025) та естафетного бігу 4×100 метрів (2024). Срібна призерка чемпіонатів України серед юніорів з бігу на 100 метрів (2022) та 200 метрів (2022, 2024).
Чемпіонка України серед юніорів у приміщенні зі стрибків у довжину (2023). Бронзова призерка чемпіонату України в приміщенні серед юніорів з бігу на 60 метрів (2023).